# San Marcos de la Sierra
San Marco de Sierra é uma cidade hondurenha do departamento de Intibucá.